# Falklandplevier
De Falklandplevier (Anarhynchus falklandicus) is een waadvogel uit de familie van plevieren (Charadriidae).

## Verspreiding en leefgebied
Deze soort komt voor in Argentinië, Chili en op de Falklandeilanden.